# Liu Tao

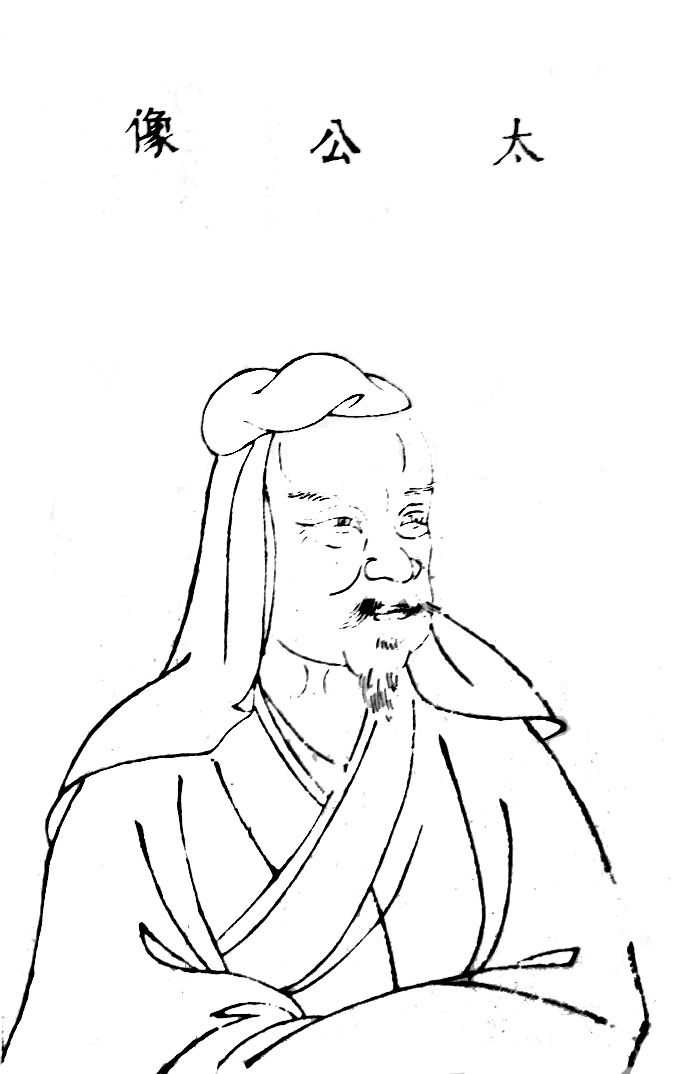
Portrait de Jiang Ziya par Wang Qi vers 1607.

Le Liu Tao (en chinois : 六韜) traduit en français par les Six Arcanes stratégiques est un traité militaire chinois de la période des Royaumes combattants.
Aussi connu sous le nom de Taigong Liu Tao (太公六韜, Les Six Arcanes du grand-duc) ou Taigong bingfa (太公兵法, l'art militaire du grand-duc), sa rédaction était jadis attribuée au grand-duc wang (Jiang Ziya), conseiller des rois Wen et Wu de la dynastie Zhou. Les spécialistes pensent aujourd'hui, mais sans certitude absolue, que l'ouvrage a été rédigé bien plus tard entre le IVe siècle et le IIIe siècle av. J.-C.
Le livre est écrit sous la forme d'un dialogue entre le grand duc Wang et le roi Wen ou le roi Wu. Il comprend soixante chapitres répartis dans 6 sections qui se répondent deux à deux.
I. Arcane civil
II. Arcane militaire
III. Arcane du dragon
IV. Arcane du tigre
V. Arcane du léopard
VI. Arcane du chien
Depuis la dynastie Song, il fait partie de la collection des Sept traités de la guerre (wu jing qi shu 武經七書).